# زهمكان (مقاطعة فارياب)
زهمكان (بالفارسية: زهمکان) هي قرية تقع في البلدة المركزية في إيران. يقدر عدد سكانها بـ 631 نسمة بحسب إحصاء 2016.